# Fkirina
Fkirina est une commune de la wilaya d'Oum El-Bouaghi en Algérie.

## Géographie

### Localités de la commune
La commune de Fkirina est composée de 31 localités:
- Centre de Fkirina
- Safel El Beida
- Henchir Lahssi
- Bir Menten
- Argoub Aïssa El Fougani
- Argoub Aïssa Loutani
- Ras El Oued
- Ramadiet Noum
- M'Dereg
- Narou
- Chebatta
- M'Zara Kahla
- Aïn Messous
- Ramadiet El Madien
- Lougsaïa
- Ras Oulmen
- M'Khalfa
- Isfer Seghir
- Isfer Kablr
- Djenane
- M'Dereg Narou
- Henchir Diezia
- Henchir Lahmame
- Ras Nini
- Koudiet Mebarek Cherguia
- Koudiet Radiel
- Draa Lakhel
- Henchir El Karma
- Mrah Tarfa
- Dahret Nini
- Aïn Oum El Djamal